# Juan Pablo Valencia
Juan Pablo Valencia Gonzalez fue un ciclista profesional colombiano, nacido el 2 de mayo de 1988 en Medellín. Corría para el equipo colombiano de categoría profesional continental el Colombia.
Después de dos temporadas como aficionado en Italia, entró como aprendiz al Colombia-Coldeportes en 2012 y se ganó su permanencia con buenos resultados como el segundo lugar en el Giro del Veneto.

## Palmarés
2010
- Campeón de Colombia en Ruta Sub-23

## Resultados enGrandes Vueltas
| Carrera         | 2012 | 2013 | 2014 | 2015 |
| Giro de Italia  | -    | -    | -    | -    |
| Tour de Francia | -    | -    | -    | -    |
| Vuelta a España | -    | -    | -    | 87°  |

-: no participa 

## Equipos
- Colombia (2012-2015)
  - Colombia-Coldeportes (2012)[1]
  - Colombia (2013-2015)